# Питиш, Флориан
Фло́риан Пи́тиш (рум. Florian Pittiş; 4 ноября 1943, Бухарест, Румыния — 5 августа 2007, там же) — румынский актёр, театральный режиссёр, исполнитель фолк-музыки, радиопродюсер.

## Биография
Обучался в Колледже имени Георгия Лазаря в Бухаресте. В 1968 году окончил театральный институт. Как молодой актёр был принят на работу в один из лучших театров Бухареста — Театр Будандра (рум. Teatrul Bulandra), где работал с такими режиссёрами, как Андрей Шербан, Ливиу Чулей, Александру Тоцилеску. В начале 70-х он учился в Париже у известного мима Марселя Марсо.
В 1992 году стал одним из основателей группы Pasărea Colibri.
В 1998 году он стал директором румынской радиостанции Tineret, известной как Radio3Net.
Будучи поклонником Боба Дилана, он мастерски перевел и адаптировал некоторые его песни: «A Hard Rain’s a-Gonna Fall», «Death Is Not the End», «Don’t Think Twice, It’s All Right», «Mr. Tambourine Man», «Rainy Day Women #12 & 35», «She Belongs to Me», «Silvio».
Флориан Питиш вёл активный образ жизни, и он любил как своё поколение, так и молодёжь. Яркой чертой его образа были длинные волосы, его неофициальная манера одеваться и его привычка курить сигареты без фильтра марки «Карпаты». Его ценили в равной степени за его очень специфический голос, в качестве певца на сцене, и голоса за кадром в телевизионных программах. У него было много различных неофициальных званий, таких, как «пророк поколения джинсов» и «самый красивый голос румынского театра».
Большую известность ему принесла роль попугая (ставшая культовой) в румыно-советско-французском детском музыкальном фильме «Мама» (1976).
30 июля 2007 года Питиш был доставлен в тяжёлом состоянии в институт онкологии в Бухаресте, где скончался неделю спустя. Похоронен в Бухаресте на кладбище Беллу.

## Роли в театре
- Люцилий — «Юлий Цезарь», Уильям Шекспир, режиссёр Андрей Шербан, 1968
- Флинс — «Макбет», Уильям Шекспир, режиссёр Ливиу Чулей, 1968
- Аурель — «Конец света Виктора Ефтимиу», режиссёр Зое Ангел-Станка, 1968
- Camille — «Блоха в ухе» Жорж Фейдо, режиссёр Эмиль Мандрик, 1969
- Коллин — «Голоса травы» Трумен Капоте, режиссёр Крин Тедореску, 1970
- Джереми — «Любовью за любовь» Уильям Конгрив, режиссёр Эмиль Мандрик, 1970
- Арлекин — «Лжец» Карло Гольдони, режиссёр Сандра Ману, 1971
- Валентин — «Валентин и Валентина» Алексей Арбузов, режиссёр Адриан Георгиеску, 1972
- Фесте — Двенадцатая ночь, Уильям Шекспир, режиссёр Ливиу Чулей, 1973
- Граф d’Aubigny — «Елизавета I», Пол Фостер, режиссёр Ливиу Чулей, 1974
- Алешка — «На дне» Максим Горький, режиссёр Ливиу Чулей, 1975
- Траян — «Вальс Титаника» Тюдор Машеску, режиссёр Тома Караджиу, 1975
- Эдмонд — Долгий день уходит в ночь, Юджин О’Нил режиссёр Ливиу Чулей, 1976
- Король Раду Красивый — «Облако» Марин Сореску, режиссёр Дан Мику, 1977
- Ариель — «Буря» Уильям Шекспир, режиссёр Ливиу Чулей, 1978
- Леонард Бразиль — «City Sugar» Стивен Поляков, режиссёр Флориан Питтис, 1980
- Патрицио — «Испытание юноши Андриана Дохотару», режиссёр Петр Попеску, 1980
- Король Людовик XIV — «Кабала святош» Михаил Булгаков, режиссёр Александру Тоцилеску, 1982
- Г-н Лояль — «Тартюф, или Обманщик» Мольер, режиссёр Александру Тоцилеску, 1982
- Лаэрт — «Гамлет» Уильям Шекспир, режиссёр Александру Тоцилеску, 1985
- Теодор — «Собака на сене» Лопе де Вега, режиссёр Флориан Питтис, 1988
- Филинт — «Мизантроп» Мольер, режиссёр Валерий Мойсеску, 1989
- Др. Фрэнк Брайант — «Воспитание Риты» Уильям Рассел, режиссёр Флориан Питтис, 1989
- Моритимер Бривстер — «Мышьяк и старые кружева» Джозеф Кесселринг, режиссёр Григорий Гонта, 1991
- Sonnenstich — «Весеннее пробуждение» Франк Ведекинд, режиссёр Ливиу Чулей, 1991
- Тиресиас — «Антигона» Софокл, режиссёр Александру Тоцилеску, 1993
- Джек — «В саду» Эдвард Олби, режиссёр Тудор Мараску, 1997

## Режиссёр
- Перед лицом мира (с Мирчи Винтила), 1979
- City Sugar — Стивена Полякова, 1980
- Собака на сене — Лопе де Вега, 1988
- Чёрное и Белое — Кита Уотерхауса и Уиллиса Холла, 1997
- Воспитание Риты Вилли Рассела, 1989
- Poezia muzicii tinere — 1981
- Песня о себе — музыкальное шоу на стихи Уолта Уитмена, 1985

## Фильмография
- 1973 — Вероника возвращается — Сверчок
- 1976 — Мама — Попугай

## Награды
- Командор ордена «За заслуги перед культурой»[рум.] в категории D «Исполнительское искусство» (2004 год, Румыния)[8]